# Ma Fanshu
Ma Fanshu (xinès simplificat: 马凡舒, pinyin: Mǎ Fánshū; Harbin, 6 de novembre de 1993) és una presentadora de televisió xinesa que va arribar a la fama arran de presentar, des de 2022, la Gala de Cap d'Any de CMG.

## Biografia
Ma va nàixer a Harbin, Heilongjiang, el 6 de novembre de 1993. El 2012, va ser acceptada a la Universitat de Comunicació de Xina.
El 24 de novembre de 2014, comença la seua trajectòria a CGTN copresentant, juntament amb Duan Xuan, l'espai esportiu Futbol Mundial. Posteriorment s'assentaria amb programes esportius especials per a esdeveniments com la Copa del Món de Futbol de 2018 i el 2022. El 16 de juliol de 2021, va ser seleccionada com a host de la Televisió central de la Xina. Fou una de les presentadores de la Gala de Cap d'Any de CMG el 2022, repetint des d'aleshores.
El 2024, en motiu dels Jocs Olímpics d'estiu de París 2024, va presentar el programa de CCTV-14, Estiu juvenil de Yangshipin.